# Stegbach (Aare)
Der Stegbach ist ein etwas über 6 Kilometer langes Fliessgewässer im Schweizer Kanton Solothurn und ein linker Zufluss der Aare im Einzugsgebiet des Rheins. Seine Lage wurde im unteren Abschnitt bei bedeutenden Infrastrukturprojekten stark verändert.

## Geographie

### Gewässersystem
Die verschiedenen Quellbäche des Stegbachs, von denen der Stüsslingerbach, der Lostorferbach und der Eibach die bedeutendsten sind, entwässern einen Abschnitt des Juragebirges und ein Gebiet am Jurasüdfuss. Erst ab dem Zusammenfluss des Stüsslingerbachs und des Lostorferbachs in der Ebene südlich von Lostorf trägt das Gewässer auf dem etwa 1,6 Kilometer langen letzten Abschnitt den Namen «Stegbach». Dieser Gewässername ist seit dem 17. Jahrhundert bezeugt.
Das Gewässernetz im Kulturland zwischen dem Jurafuss und der Aare wurde beim Bau des Oberwasserkanals zum Laufwasserkraftwerk Gösgen und bei der umfassenden Güterzusammenlegung und Melioration der Gemeinden Stüsslingen, Lostorf, Obergösgen und Winznau fast vollständig neu gestaltet. Floss zum Beispiel der Eibach früher über das abfallende Land zum Dorf Obergösgen und in die Flussniederung an der Aare hinunter, wird er jetzt weit oben bei Lostorf durch einen Kanal direkt in den Stegbach geleitet.
Die Oberläufe der zwei grösseren Bergbäche tragen in den Juratälern andere Namen: Der Quellbach des Lostorferbachs ist der Schwandenbach und der Quellbach des Stüsslingerbachs, der den obersten Abschnitt des eigentlichen hydrologischen Hauptstrangs des Stegbachs bildet, heisst Meierweidgraben.

### Quellen

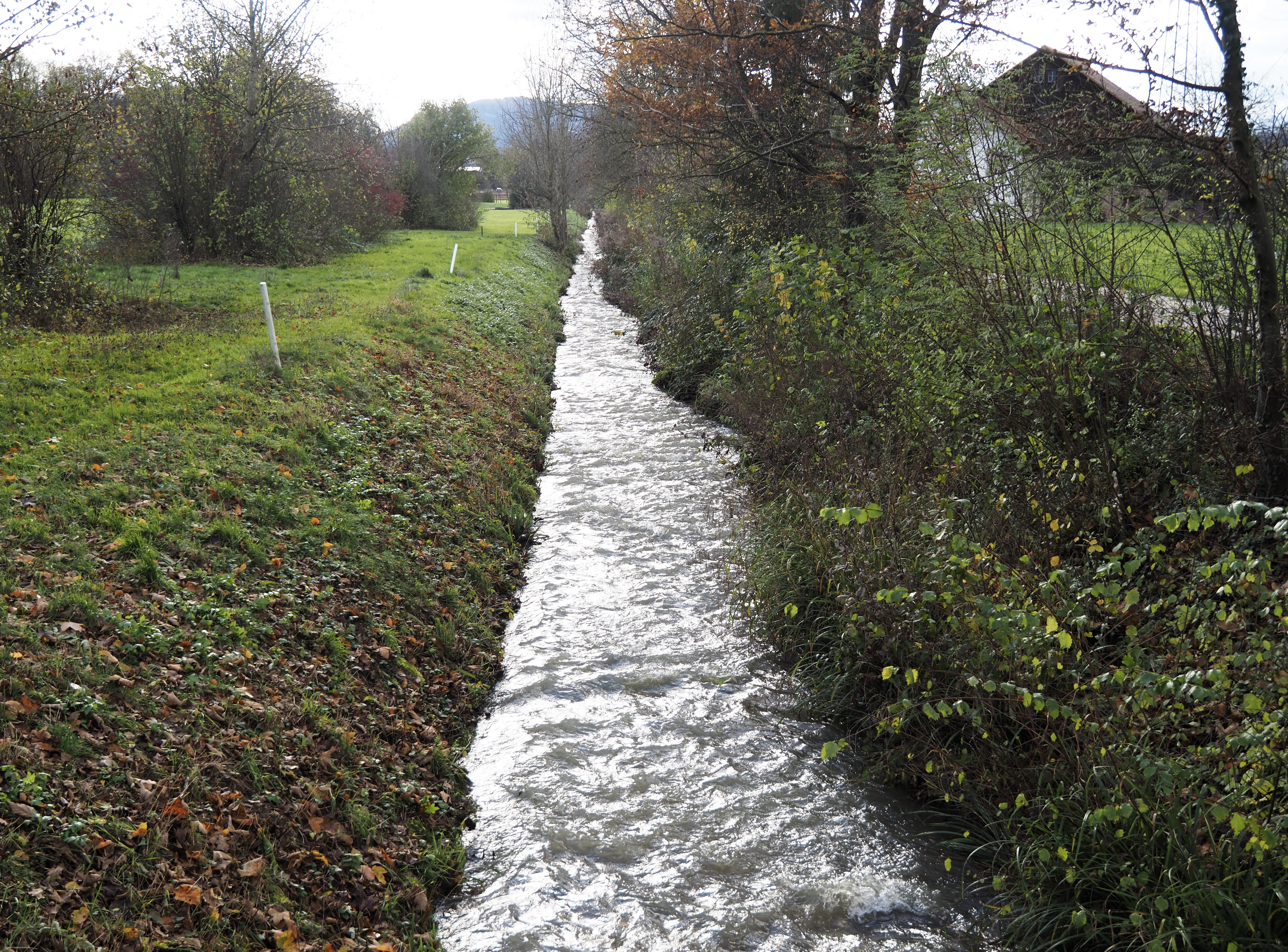
Stüsslingerbach neben dem Golfplatz Heidental

### Verlauf
Das Quellgebiet des Stüsslingerbachs umfasst neben dem steilen Bergtal der Meierweid, an der Wasserscheide des Faltenjuras und nahe an der Grenze zum Kanton Baselland, auch noch den Graben auf der Südseite des Passübergangs Schafmatt mit dem Gewässer im Gitzigraben und östlich davon die Bergweiden an der Rosmaregg im Gebiet Kohlholz-Stierenweid mit den Gewässern Balmisbach und Cholholzgraben. In Rohr vereinen sich diese kleinen Bergbäche zum Rohrer Dorfbach, der von der ersten engen Klus zwischen Rohr und dem Dorf Stüsslingen an den Namen Stüsslingerbach hat. Dieser nimmt vor der zweiten Klus zwischen den Bergen Gugen und Rebenflue im Weidegebiet der Teufmatt und der Rüttimatt das Ebnetbächli und den Rüttimattbach auf und fliesst dann am Jurafuss in das etwas weniger steile Gebiet bei der Ortschaft Stüsslingen hinaus. Die Siedlung dehnt sich über mehr als einen Kilometer als Strassendorf neben dem Bachgraben aus. Der Bach ist hier auf mehreren Abschnitten eingedolt. Früher gab es auf den Feldern von Stüsslingen noch weitere Nebenbäche, die bei der Flurmelioration zugedeckt und in Drainageleitungen gelegt wurden. Im Tal neben dem Golfplatz Heidental fliesst der Stüsslingerbach in einem hart verbauten Kanal, der während der Güterzusammenlegung entstand.

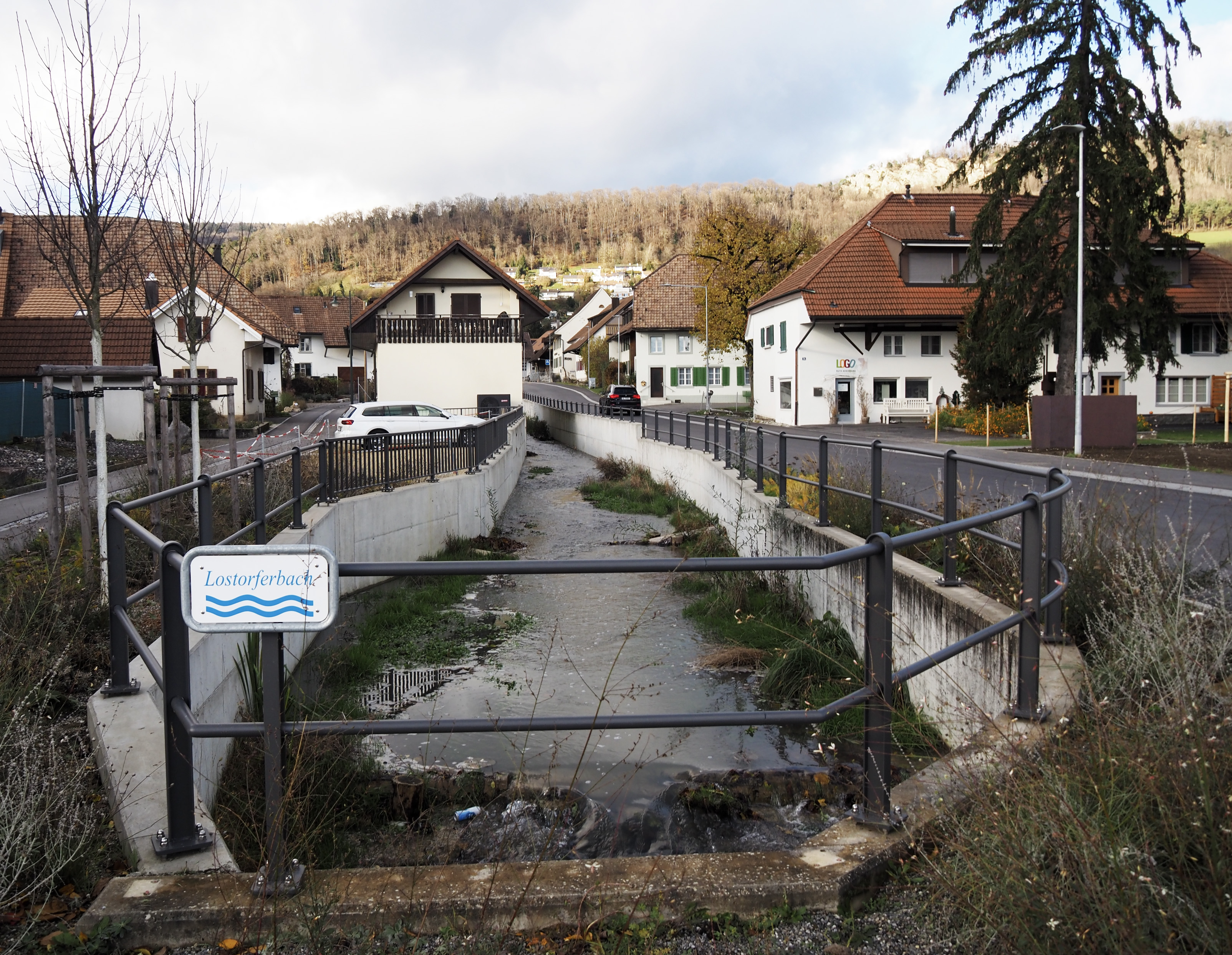
Lostorferbach in Lostorf

Die Oberlaufgewässer des Lostorferbachs sind die zwei Bergbäche Schwandenbach im Westen mit der Quelle auf 815 m ü. M. und Rintelbach (595 m ü. M.) im Nordosten, die sich in der Klus unterhalb des ehemaligen Thermalbads Lostorf treffen. Der Bach tritt dann aus dem Juragebirge hinaus und fliesst zwei Kilometer weit gegen Südosten. Der alte Dorfkern von Lostorf liegt ebenfalls als Strassendorf neben dem Bachgraben. Auch der Lostorferbach, der früher einfach den Namen «Dorfbach» hatte, verläuft in der Siedlung teilweise unterirdisch. Zeitweise wurde seine Wasserkraft für den Betrieb einer Mühle, einer Gipsmühle und eines Sägewerks genutzt. Auf alten Landkarten ist zu sehen, dass bei Lostorf bis im 20. Jahrhundert Wässerungsgräben vom Dorfbach auf die umliegenden Fluren führten. In Lostorf betreibt der Kanton Solothurn eine hydrometrische Messstation zur Überwachung des Abflusses.
Der Eibach entwässert das breite Tal des Dorfes Mahren, das zur Gemeinde Lostorf gehört, und den Südhang des Dottenbergs. Auf den ersten anderthalb Kilometern ist er heute eingedolt und erscheint erst auf der Höhe von etwa 450 m ü. M. wieder an der Oberfläche. Er passiert unter dem Eihübel den Weiler Eien, von dem er seinen Namen hat. In den 1980er Jahren wurde ein kurzer Abschnitt des künstlich angelegten Bachkanals erweitert und als naturnahes Fliessgewässer revitalisiert.
Im flachen Gebiet zwischen Lostorf und Obergösgen treffen sich die kanalisierten Bäche. Der Stüsslingerbach und der Lostorferbach bilden den Stegbach, und in diesem mündet der Eibach. Die Bäche werden von den Strängen der Transitgasleitung gekreuzt, die zur Druckausgleichstation neben dem Stegbach führen. Dieser passiert den Ortsteil Stegbach von Obergösgen, wo er mit einem Wasserfall eine Steilstufe aus Kalkfels oberhalb des Aaretales überwindet. Beim Wasserfall überspannt die historische Steinbrücke der alten Landstrasse von Obergösgen nach Niedergösgen den Bachgraben.

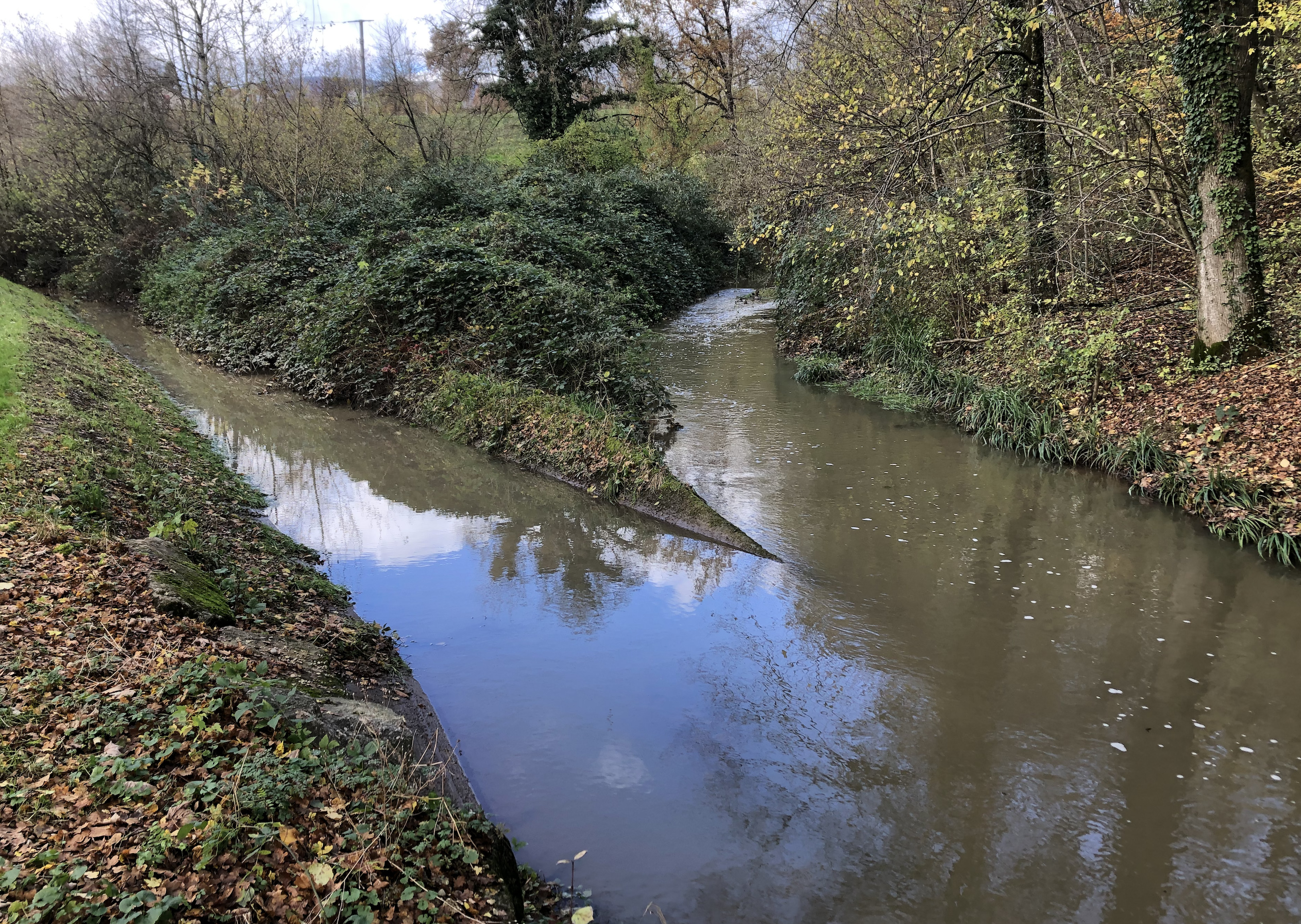
Mündung des Entwässerungs-kanals von Obergösgen (links) in den Stegbach

Unterhalb der Siedlung verläuft der Bach in einer langen Dole unter der Hauptstrasse 265, die an dieser Stelle in den 1880er Jahren neu angelegt wurde, und unter dem Oberwasserkanal des Kraftwerks Gösgen. Zwei Hochspannungsleitungen führen bei der Siedlung Stegbach über die Gewässer. Neben der Burgruine Gösgen tritt der Stegbach aus dem betonierten Durchlass in das flache Auengebiet neben der Aare heraus und nimmt dann den Entwässerungskanal von Obergösgen auf. Dieser künstliche Kanal sammelt das Wasser aus der Flur Unterhard bei Obergösgen, unterquert den Kraftwerkskanal nahe beim Dorf und verläuft am südlichen Hangfuss des rechten Seitendamms zum Stegbach, der 400 Meter weit durch den Auwald zur Aare fliesst, wobei er nochmals von der Transitgasleitung und auch vom Sammelkanal des regionalen Abwasserverbunds gekreuzt wird. Die letzte Bachstrecke überwindet beim normalen tiefen Wasserstand der Alten Aare ein kleines Gefälle, wo um 2015 die alten Sohlschwellen durch eine Pendelrampe ersetzt wurden. Damit ist das früher dort bestehende Fischwanderhindernis entfernt.

### Einzugsgebiet
Das Einzugsgebiet des Stegbachs hat eine Fläche von 24,57 Quadratkilometern.
Es stösst
- im Süden direkt an die Auenlandschaft der Aare
- im Südwesten an die Einzugsgebiete des Dorfbachs von Trimbach, des Lauchbachs und des Dorfbachs von Winznau, die oberhalb des Stegbachs in die Aare münden
- im Nordwesten, jenseits der Jura-Wasserscheide, an jenes der Ergolz
- im Nordosten an jenes des Erzbachs und des Brunnbächli, die unterhalb des Stegbachs, bei Erlinsbach, in die Aare münden
- im Osten an jene des Kalberweidbachs und des Dorfbachs von Niedergösgen, die ebenfalls in die Aare münden.

## Hochwasser
2021 führte ein Hochwasser des Stegbachs bei Obergösgen zu einer Überschwemmung.
Der Kanton Solothurn liess um 2022 im Ortszentrum von Lostorf den Kanal des Lostorferbachs verbreitern und sichern, um die Hochwassergefahr in der Siedlung zu verringern.
In der Flussniederung am Jurasüdfuss formte die Aare über Jahrtausende bei häufigen Hochwasserereignissen die Landschaft immer wieder neu. Je nach der Lage der Flussarme, Kiesinseln und Schachenwälder befand sich auch die Mündung des Stegbachs manchmal an verschiedenen Stellen. Seit der Juragewässerkorrektion im 19. Jahrhundert, dem Bau des Kraftwerks Gösgen und der Befestigung der Ufer hat die Dynamik des Flusses stark abgenommen. Im Schachen bei Obergösgen können die Gewässer ihren Lauf kaum mehr ändern, erst recht seit dem Hochwasserschutz- und Revitalisierungsprogramm des Kantons Solothurn an der Aare in den 2010er Jahren.

## Schutzgebiete
Das Quellgebiet der Oberläufe des Stegbachs und sein Unterlauf in der Aareniedrung sind wertvolle, durch verschiedene kantonale und nationale Verordnungen geschützte Naturräume. Die Gebirgslandschaft oberhalb der grossen Dörfer mit den Tälern und gerodeten Grünflächen im Jura liegen im Bereich des Landschaftsschutzgebiets «Aargauer und östlicher Solothurner Faltenjura», das im Bundesinventar der Landschaften und Naturdenkmäler von nationaler Bedeutung (BLN) verzeichnet ist, und in der kantonalen Juraschutzzone. An den Quellbächen liegen mehrere Naturwaldreservate. Die Auenlandschaft bei der Stegbachmündung in die Aare bis zum Oberwasserkanal und bei der Ruine Gösgen ist unter der Bezeichnung «Obergösger Schachen» als Amphibienlaichgebiet von nationaler Bedeutung ausgewiesen. Darin befindet sich, südlich des Stegbachs, das Waldreservat «Schachen».